# Road House (película de 1989)
Road House (conocida en España como De profesión: duro, y en Hispanoamérica como El duro) es una película de acción de 1989 dirigida por Rowdy Herrington y protagonizada por Patrick Swayze y Sam Elliott en el papel de dos guardias de seguridad de un bar de carretera que intentan proteger una pequeña localidad de Misuri de las garras de un hombre de negocios corrupto.

## Argumento
James Dalton (Patrick Swayze) es un guardia de seguridad con un pasado misterioso que trabaja en un local de Nueva York hasta que es contratado por Frank Tilghman (Kevin Tighe) para poner orden y autoridad en su bar de carretera, el Double Deuce, en Jasper, Misuri. Mientras busca un sitio donde hospedarse, conoce a un granjero que le alquila una habitación y le presenta a quien es su vecino y magnate local además de ser el propietario de prácticamente toda la localidad, Brad Wesley (Ben Gazzara). En su primer día de trabajo se fija en los empleados del bar con la intención de "limpiar" el sitio y combatir la violencia. Al día siguiente notifica a varios empleados el despido por robar o bien por fomentar la violencia o hacer tráfico de drogas: uno de los despedidos es Pat McGurn (John Doe), camarero y sobrino de Wesley, y otro es el gorila del local Morgan (Terry Funk). Ambos prometen vengarse en cuanto son despedidos.
Tras una pelea con los secuaces de Wesley por negarse a readmitir a Pat, Dalton acaba herido y es llevado al hospital, donde conoce a la doctora Elizabeth Clay (Kelly Lynch), con la que empieza una amistad que finaliza en relación romántica. La doctora se sorprende al ver cómo su paciente se somete a la cura sin antes dejar que le anestesie. Más tarde, Cody (Jeff Healey), líder de la banda que actúa en el Double Deuce y viejo amigo de Dalton, le comenta que Wesley «tenía algo para Elizabeth Clay».
Wesley invita a Dalton a su casa en un aparente intento por hacer las paces, pero en lugar de eso pretende convencerlo para que trabaje para él en sus campañas de extorsión. Cuando Dalton rechaza su ofrecimiento, el magnate empieza a asaltar a los amigos de él, incluyendo el interferir en las entregas de licores al local. Wade Garrett (Sam Elliott), el mentor de Dalton, llega a Jasper después de recibir una llamada de su pupilo pidiendo que le ayude en la defensa del envío de bebidas alcohólicas de los secuaces de Wesley. No tarda enseguida en contar con el apoyo de todos los trabajadores del Double Douce.
Aquella misma tarde, el concesionario de automóviles y la tienda de suministros de Red Webster (Red West) es destruida por un incendio después de que este se negara a acceder a los continuos chantajes de Wesley. Para no buscarse problemas, Dalton permite la entrada a Wesley y a sus hombres al club. El hombre de negocios coacciona a su novia Denise (Julie Michels) para realizar un estriptis. Dalton la expulsa del escenario y le recrimina su comportamiento al magnate. En represalia, Wesley llama a su mano derecha, Jimmy (Marshall Teague), un antiguo convicto y eficiente maestro en las artes marciales. Una vez este empieza una pelea y vence sistemáticamente a todos los gorilas, uno a uno, los secuaces de Wesley deciden encargarse de Dalton y Wade. Más tarde, este último llama la atención de Jimmy, con quien pelea y al que es incapaz de vencer hasta que Dalton interviene. Tras la reyerta, Wade admite ser tutor de Dalton.
Al día siguiente, el concesionario de Pete Stroudenmire es derruido para regocijo de Wesley, y se marcha no sin antes decirle al propietario: «Este es mi pueblo, no lo olvides». Tras el incidente, Garrett intenta convencer a Dalton de que considere las posibles consecuencias de inmiscuirse en los asuntos del pueblo y le pide que abandone Jasper, pero este se niega a abandonar.
Por la noche, Elizabeth visita a Dalton para convencerle de lo mismo, pero su conversación es interrumpida por una fuerte explosión; la casa de Emmett ha sido bombardeada y está en llamas. Finalmente Dalton consigue sacarlo de las llamas antes de que la casa quede prácticamente destruida. En la distancia ve a Jimmy huyendo en una moto. Enfurecido, va en su busca y lo atrapa, empezando una pelea en la que el convicto muere degollado con su propia navaja al intentar atacar a su adversario. La doctora, al ver la escena, intenta reanimar al convicto, pero ya no hay nada que hacer y, horrorizada por lo que ha hecho Dalton, le abandona.
Al día siguiente vuelve al club donde recibe la llamada de Wesley clamando venganza por la muerte de Jimmy. Durante la conversación, el magnate obliga a Dalton a elegir quién será el próximo en morir, Wade o Elizabeth. Al no hallar respuesta, Wesley lo hace a cara o cruz sin revelar el nombre. De repente aparece en el bar Wade, tambaleándose tras una brutal paliza. Al verle vivo, da por supuesto que irán a por la doctora, cometiendo así el error de dejarle solo. Cuando llega al centro sanitario, intenta convencer a Elizabeth de que se vaya con él fuera de la localidad, sin embargo rechaza la propuesta todavía afectada por lo de la noche anterior. Finalmente, vuelve al local donde descubre que Wade ha sido asesinado. Clavado en su cuerpo con un machete, ve un papel. La nota reza: "salió cruz". Fuera de sí, Dalton intenta vengar la muerte de su amigo y se cuela dentro de la mansión de Wesley, donde consigue matar a cinco de sus hombres, entre ellos a Ketchum, el cual revela ser el asesino de Wade.
Finalmente llega el momento de enfrentarse cara a cara con Wesley, comenzando así una pelea violenta hasta que Dalton le empuja hacia una silla y amenaza con degollarle, siendo así consciente del error de su pasado violento y decide alejarse. Wesley entonces aprovecha la oportunidad de alcanzar una pequeña arma. De pronto irrumpe en escena Elizabeth junto con algunos hombres, víctimas de las extorsiones de Wesley, entre los que se encuentran Red, Emmet, Stroudenmire y Tighlman, los cuales van en ayuda de Dalton, y disparan hasta la muerte a Wesley. Más tarde llega la policía local, los cuales, también a sueldo de Wesley, se preguntan qué ha pasado, sin embargo todos niegan haber visto nada. La película termina con todos los presentes riendo al saber que la paz volverá al pueblo y que lo sucedido en la casa de Wesley será un secreto que permanecerá oculto.

## Reparto
- Patrick Swayze es James Dalton.
- Kelly Lynch es la doctora Elizabeth Clay
- Sam Elliott es Wade Garrett.
- Ben Gazzara es Brad Wesley.
- Red West es Red Webster.
- Marshall Teague es Jimmy.